# To Hell With God (Deicide)
Albums de Deicide
Doomsday L.A
(2007) In the Minds of Evil
(2013)
To Hell With God est le dixième album, sorti le 15 février 2011, du groupe de death metal américain Deicide, sorti sous le label Century Media.

## Musiciens
- Glen Benton – basse, chant
- Jack Owen – guitare
- Steve Asheim – batterie

## Liste des titres
| 1.    | To Hell With God                | 4:21 |
| 2.    | Save Your                       | 3:32 |
| 3.    | Witness Of Death                | 3:05 |
| 4.    | Conviction                      | 3:15 |
| 5.    | Empowered by Blasphemy          | 3:16 |
| 6.    | Angels In Hell                  | 3:12 |
| 7.    | Hang In Agony Until You're Dead | 3:59 |
| 8.    | Servant Of The Enemy            | 3:17 |
| 9.    | Into The Darkness You Go        | 3:32 |
| 10.   | How Can You Call Yourself A God | 4:15 |
| 35:49 |                                 |      |